# Peter Zantingh
Peter Zantingh (Heerhugowaard, 1983) is een Nederlands schrijver en journalist. 

## Levensloop
Peter Zantingh groeide op in Heerhugowaard. Hij volgde de opleidingen Small Business, in Alkmaar, en Digitale Communicatie, in Utrecht. Zantingh werkt voor het NRC.
Zijn debuutroman Een uur en achttien minuten werd genomineerd voor zowel de jury- als de publieksprijs van de Dioraphte Jongerenliteratuur Prijs. Na Mattias werd getipt door het boekenpanel van het voormalige BNNVARA-televisieprogramma De Wereld Draait Door (maart 2018). Zijn roman Tussentijds werd genomineerd voor de Libris Literatuurprijs 2023.